# Kenrick Monk
Kenrick Monk (Blacktown, 1º gennaio 1988) è un ex nuotatore australiano.

## Carriera
Fortemente specializzato nello stile libero, ha vinto numerose medaglie a livello continentale soprattutto competendo nelle staffette.

## Palmarès
- Mondiali

Melbourne 2007: oro nella 4x100m misti e argento nella 4x200m sl.
Roma 2009: bronzo nella 4x200m sl.
- Mondiali in vasca corta:

Manchester 2008: oro nei 200m sl e nella 4x200m sl.
- Giochi PanPacifici

Victoria 2006: bronzo nella 4x100m sl e nella 4x200m sl.
Irvine 2010: bronzo nella 4x200m sl.
- Giochi del Commonwealth

Melbourne 2006: oro nella 4x100m sl e bronzo nella 4x200m sl.
Delhi 2010: oro nella 4x200m sl e argento nei 200m sl.